# Aedes subdentatus
Aedes subdentatus är en tvåvingeart som beskrevs av Edwards 1936. Aedes subdentatus ingår i släktet Aedes och familjen stickmyggor. Inga underarter finns listade i Catalogue of Life.